# Maarvliet

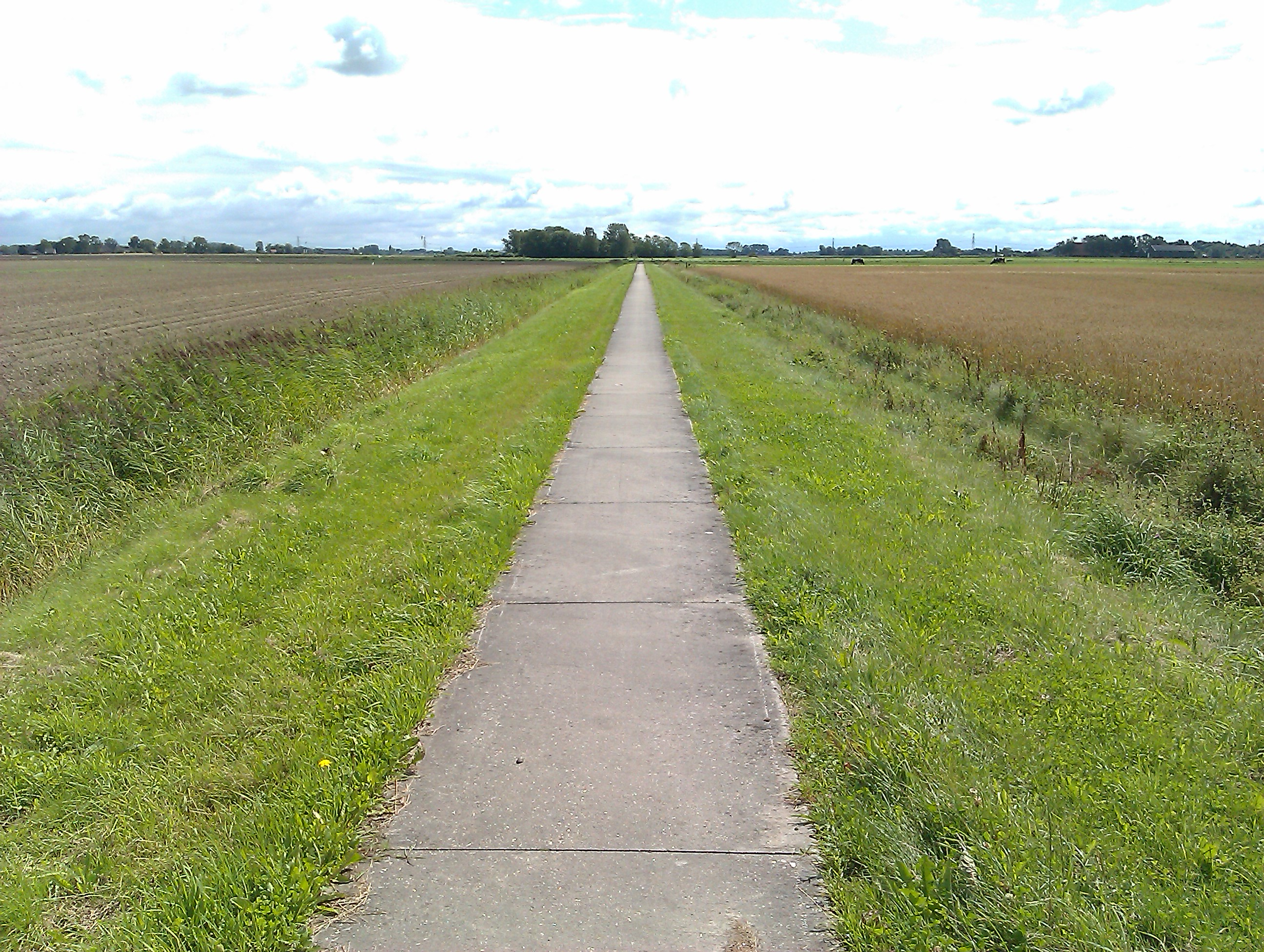
Het fietspad tussen Westeremden (Vierburen) en Startenhuizen dat gedeeltelijk naast de N46 loopt, draagt de naam Maarvlietpad

De voormalige watergang Maarvliet was de gegraven scheiding (grens) tussen Hunsingo en Fivelingo. Hij vormde de voortzetting van de bovenloop van het Kardingermaar, viel voor een klein deel samen met het Westerwijtwerdermaar en vloeide voorbij Garsthuizen samen met de slingerende wadgeulen van het Startenhuistermaar en het Oude Maar of de Fivel. Dit deel was vroeger tamelijk breed. De buiten(slaper)dijkse voortzetting van dit grenskanaal waren de Oude Tocht en de Groote Tjariet. Bij de Wilkemaheerd, mogelijk later bij de Kooiplaats en ten slotte bij Zijldijk bevonden zich sluisjes of zijlen, waardoor het water naar zee kon stromen.
De oude loop van het Maarvliet vormt tevens de grens tussen de gemeenten Bedum en Ten Boer, tussen Eemsmond en Loppersum. Deze grens valt nu grotendeels samen met de oostelijke bermsloot van de Eemshavenweg (N46), die pal langs het vroegere Maarvliet loopt.
Slechts enkele delen van het Maarvliet zijn nog min of meer intact. Het zuidelijke deel van Krangeweer tot de Delleweg fungeert als bermsloot van de Eemshavenweg en wordt Zuider Maarvliet genoemd. Het middendeel tussen de Huizingerweg en het Garsthuizer Opmaar maakt deel uit van een nieuwe, langere watergang die wordt aangeduid als Middelste Maarvliet. Het slingerende deel ten noordwesten van de Eemshavenweg staat nu bekend als Kromme Maarvliet.

## Geschiedenis
Het Maarvliet vormde vermoedelijk al sinds de twaalfde eeuw de grens tussen Hunsingo en Fivelgo. Het kanaal is waarschijnlijk gegraven om de stagnerende afwatering van het veengebied bij Ten Boer (het zogenaamde Vierendeel) te bevorderen door het water direct naar zee te leiden. Het Maarvliet werd rondom enkele bewoonde percelen geleid, maar doorsneed de huiswierde van het herenhuis 't Karshof bij Garsthuizen. Het Maarvliet vormt hier tevens de grens met het voormalige kerspel Startenhuizen, hoewel de kerk- en pastorielanderijen van Garsthuizen deels aan de overzijde van het Maarvliet lagen. Vanouds stond het Maarvliet tevens in verbinding met het Startenhuistermaar via een sloot die tegenwoordig als Diddingehuistertocht wordt betiteld.

### Maarvliet of Delthe?
In de kroniek van Bloemhof wordt in 1231 een strijd tussen twee partijen uit Eenrum (Ernerenses) en Uithuizen (Uthusenses) beschreven als een conflict tussen Hunsingo en Fivelgo. Inzet was de verdeling van een ongenoemd eiland (vermoedelijk Rottumeroog), daarnaast streed men over afwateringsproblemen. In de kroniek wordt gesproken over de vetus fossatum, de "oude gracht der oeroude tweedracht" tussen Hunsingo en Fivelgo, die de Eenrummers opnieuw lieten uitgraven tot aan de zee. Daarbij zou het volgens sommige auteurs kunnen gaan om het Maarvliet. De Uithuizers en hun medestanders in het Oosterambt probeerden deze ingreep op hun beurt ongedaan te maken. De ruzie liep uit de hand doordat steeds meer partijen zich ermee gingen bemoeien tot het conflict in 1250 na 22 jaar werd bijgelegd. Ook de kerk van Usquert, de hoofdplaats van het Oosterambt, ging bij dit alles in vlammen op. Het volgende jaar werd het dorp Wigbaldeswerf in brand gestoken, waarmee mogelijk Thesinge werd bedoeld.
De interpretatie van deze passage heeft geleid tot nogal wat discussie. Menso Alting suggereerde in 1701 dat het hierbij om het Maarvliet ging. Hij veronderstelde echter tegelijkertijd dat Uithuizen en Usquert oorspronkelijk bij Fivelgo zouden horen. Daarentegen stelde Driessen in 1822 dat het om de Oude Weer moest gaan. Acker Stratingh meende dat het Maarvliet als een verdedigingsgracht fungeerde. Volgens oud-rijksarchivaris Formsma zou het conflict daarentegen de Delthe (tussen Onderdendam en Warffum) betreffen.
Hedendaagse mediëvisten (waaronder de auteurs van nieuwe Geschiedenis van Groningen) gaan ervan uit dat Uithuizen en Usquert altijd al hebben behoord tot Hunsingo. Het zou daarom kunnen gaan om een strijd binnen het toenmalige Oosterambt, waarbij de ene partij steun zocht in het Halfambt (Eenrum) en de andere (onder leiding van Uithuizen) in Fivelgo. Inzet van de strijd kan de afwatering van de veengebieden rond Ten Boer en Bedum zijn geweest. De Groningse oud-stadsarchivaris Jan van den Broek meent daarentegen - met Formsma - dat het mogelijk om een grensconflict ging, met als inzet de Delthe die als verdedigingslinie diende.
Het Maarvliet heeft kennelijk een tijdlang gefungeerd als alternatief voor het Kardingermaar en het Westerwijtwerdermaar; hij stroomde ter hoogte van Westeremden in de Fivelboezem en kreeg - nadat dit gebied werd ingepolderd - een verbinding met het Startenhuistermaar. Van den Broek heeft in 2015 aannemelijk gemaakt dat het Kardingermaar aanvankelijk werd gegraven om het veenwater uit het Vierendeel via het Dellekanaal naar zee af te voeren. Toen dit kanaal omstreeks de elfde eeuw verstopt raakte, zocht men naar alternatieven. Het Kardingermaar werd daarom via het Hooimaar verbonden met het Deelstermaar, dat in de richting Onderdendam en Winsum uitwaterde. Het Westerwijtwerdermaar kreeg daarentegen via het latere Damsterdiep een uitwatering in de Fivel bij Ten Post.
Omdat de Fivelmonding vervolgens ook verstopt raakte, probeerde men het water van het Westerwijtwerdermaar eveneens naar het westen te laten afstromen. Dat alles leidde vermoedelijk opnieuw tot wateroverlast in het lager liggende gebied rond Bedum. Het conflict in 1231 betreft mogelijk het doortrekken van het Maarvliet door het grondgebied van Garsthuizen naar zee, waardoor deze streek werd opgezadeld met het water uit de zuidelijke venen.
Uiteindelijk koos men rond 1250 voor een oplossing waarbij het Scharmerzijlvest met het oostelijke deel van Vierendeel zich bij het Slochterzijlvest aansloot, terwijl het westelijke deel werd toegelaten tot de voorloper van het Winsumer- en Schaphalsterzijlvest, die mogelijk een zeesluis bij Onderdendam onderhield. Keersluizen bij Onderdendam moesten voorkomen dat het water uit het Kardinger- en Westerwijtwerdermaar naar het Bedumer laagland wegstroomde.

### Verdere ontwikkelingen
Door de verlanding van de Fivelboezem en de indijking van de polders bij Zijldijk omstreeks 1317 werd de afwatering naar zee opnieuw een probleem. In 1323 wordt gesproken over het lozen van het overtollige binnenwater via de nieuwe sluizen bij Winsum. Daarbij is sprake van de Westerzijl van Garsthuizen (aqueductum occidentalem in Gershusum), die kennelijk als waterscheiding met het Oosternijezijlvest fungeerde. Vermoedelijk werd hiermee een voormalig zijltje *Wilkemazijl in de Dijkumerweg bedoeld, waardoor het Maarvliet eerder in de Fivelboezem uitmondde. Op grond daarvan wordt verondersteld dat de stroomrichting van het Maarvliet toen in zuidelijke richting werd omgekeerd.
Nadat een deel van het Oosterniezijlvest bij Oosternieland, met de latere schepperijen Uithuizen, Zandeweer en Overmaringe in 1457 werd toegelaten tot het Winsumer- en Schaphalsterzijlvest kon het zijltje in de Dijkumerweg waarschijnlijk vervallen. De landerijen ten westen van het Maarvliet loosden hun water voortaan in de richting van het Reitdiep. Om de inlating van dit gebied bij het Winsumer- en Schaphalsterzijlvest mogelijk te maken werd het Meedstermaar aangesloten op het Helwerdermaar en het Usquerdermaar en werd het Eppenhuistermaar via het Eelswerdermaar verbonden met het Koksmaar, zodat er een open verbinding met de Delthe ontstond. Schotdeuren moesten 's zomers wateroverlast in het stroomgebied van de Delthe voorkomen. In het Startenhuistermaar, het Hoogepandstermaar en het Huizingermaar werden met dit doel duikers of pompen aangebracht. 's Winters was er kennelijk geen houden aan, zodat men de schotdeuren open liet staan en het gebied onderliep. Ten westen van het Maarvliet werd een kade aangelegd; de watergangen aan de oostzijde, die voortaan richting Delfzijl uitwaterden, werden met dammetjes afgesloten. Wegens capaciteitsproblemen werd de oude Winsumerzijl (Oldenzijl) vervolgens in 1459 vervangen door de nieuwe Schaphalsterzijl.
In de negentiende eeuw resteerde van het grootste deel van het Maarvliet niet meer dan een brede ontwateringssloot, die werd onderhouden door het Winsumer- en Schaphalsterzijlvest.